# Persone di nome René/Calciatori
| Questa pagina contiene informazioni ricavate automaticamente dalle voci biografiche con l'ausilio del template Bio e di un bot. L'aggiornamento è periodico e automatico e ricostruisce completamente la pagina. Se manca una persona in questa lista, sei pregato di non aggiungerla, ma accertati piuttosto che la sua voce biografica contenga il template Bio e che i dati anagrafici siano correttamente compilati. Se il template Bio manca, inseriscilo tu stesso o, in alternativa, metti l'avviso {{tmp\|Bio}} che ne segnala la mancanza. Se i dati riportati sono sbagliati, correggi direttamente la voce biografica; le modifiche saranno visibili in questa lista entro pochi giorni. Per chiarimenti vedi il progetto antroponimi. La lista contiene solo le 67 persone che sono citate nell'enciclopedia e per le quali è stato implementato correttamente il template Bio. Pagina aggiornata al 23 mag 2025. |

Questa è una lista di persone presenti nell'enciclopedia che hanno il nome René e sono calciatori.

## A(1)
- René Alpsteg, calciatore francese (Bonneville, n. 1920 - Vétraz-Monthoux, † 2001)

## B(8)
- René Bader, calciatore svizzero (n. 1922 - † 1995)
- René Bihel, calciatore francese (Montivilliers, n. 1916 - Blois, † 1997)
- René Bliard, calciatore francese (Dizy, n. 1932 - Montreuil, † 2009)
- René Bolf, ex calciatore ceco (Valašské Meziříčí, n. 1974)
- René Bonnet, calciatore francese (n. 1880)
- René Borjas, calciatore uruguaiano (Montevideo, n. 1897 - Montevideo, † 1931)
- René Botteron, ex calciatore svizzero (Glarona, n. 1954)
- René Brodmann, calciatore e allenatore di calcio svizzero (Ettingen, n. 1933 - † 2000)

## C(3)
- René Cabrera, calciatore boliviano (n. 1925)
- René Camard, calciatore francese (Parigi, n. 1887 - † 1915)
- René Charrier, ex calciatore francese (Innsbruck, n. 1951)

## D(6)
- René Deck, ex calciatore svizzero (n. 1945)
- René Dedieu, calciatore francese (Sète, n. 1898 - Alès, † 1985)
- René Dedič, calciatore slovacco (n. 1993)
- René Dereuddre, calciatore e allenatore di calcio francese (Bully-les-Mines, n. 1930 - Le Mans, † 2008)
- René Deutschmann, ex calciatore francese (Strasburgo, n. 1951)
- René Domingo, calciatore francese (Sourcieux-les-Mines, n. 1928 - Clermont-Ferrand, † 2013)

## E(2)
- René Estrada, ex calciatore cubano (n. 1978)
- René Eucher, calciatore francese (Parigi, n. 1884 - Parigi, † 1940)

## F(3)
- René Fenouillière, calciatore francese (Portbail, n. 1882 - Reims, † 1916)
- René Fernández, calciatore boliviano (n. 1906 - † 1956)
- René Ferrier, calciatore francese (Thionne, n. 1936 - Saint-Étienne, † 1998)

## G(9)
- Virgile Gaillard, calciatore francese (Parigi, n. 1877 - Parigi, † 1943)
- René Gallice, calciatore francese (Forcalquier, n. 1919 - Bordeaux, † 1999)
- René Gardien, calciatore francese (Chambéry, n. 1928 - Vichy, † 2006)
- René Gartler, ex calciatore austriaco (Vienna, n. 1985)
- René van der Gijp, ex calciatore olandese (Dordrecht, n. 1961)
- René Girard, ex calciatore e allenatore di calcio francese (Vauvert, n. 1954)
- René Grandjean, calciatore francese (n. 1872)
- René Grimm, calciatore svizzero (Saint-Imier, n. 1900 - Saint-Imier, † 1991)
- René Gérard, calciatore francese (Montpellier, n. 1914 - Montpellier, † 1987)

## H(4)
- René Hasler, ex calciatore svizzero (Lucerna, n. 1948)
- René Henriksen, ex calciatore danese (Glostrup, n. 1969)
- René Houseman, calciatore argentino (La Banda, n. 1953 - Buenos Aires, † 2018)
- René Huete, calciatore nicaraguense (Managua, n. 1995)

## J(2)
- René Jacolliot, calciatore francese (n. 1892 - † 1968)
- René Joensen, calciatore faroese (Tórshavn, n. 1993)

## K(2)
- René Kenner, calciatore francese (Choisy-le-Roi, n. 1906 - Nizza, † 1970)
- René Kotrík, calciatore slovacco (Bojnice, n. 1996)

## L(2)
- René Ledent, calciatore belga (n. 1907)
- René Llense, calciatore francese (Collioure, n. 1913 - Sète, † 2014)

## M(3)
- René Maillard, calciatore svizzero (n. 1923 - † 2005)
- René Makondele, ex calciatore congolese (Repubblica Democratica del Congo) (Kinshasa, n. 1982)
- René Masclaux, ex calciatore francese (Reims, n. 1945)

## N(2)
- René Ndjeya, ex calciatore camerunese (Douala, n. 1953)
- René Nsi Akoué, ex calciatore gabonese (n. 1975)

## O(1)
- Salomon Olembé, ex calciatore camerunese (Yaoundé, n. 1980)

## P(4)
- René Pas, ex calciatore olandese (n. 1946)
- René Pijpers, calciatore olandese (Swalmen, n. 1917 - Swalmen, † 1944)
- René Pitter, ex calciatore austriaco (Bruck an der Mur, n. 1989)
- René Pontoni, calciatore argentino (Santa Fe, n. 1920 - † 1983)

## Q(1)
- René Quitral, calciatore cileno (Ñuñoa, n. 1920 - † 1982)

## R(3)
- René Renner, calciatore austriaco (Wels, n. 1993)
- René Ressejac-Duparc, calciatore francese (Suresnes, n. 1880 - Pornic, † 1941)
- René Román, ex calciatore spagnolo (El Bosque, n. 1983)

## S(6)
- René Schicker, ex calciatore austriaco (Leoben, n. 1984)
- René Schneider, ex calciatore tedesco (Schwerin, n. 1973)
- René Schneider, calciatore svizzero (n. 1936 - † 2011)
- René Seebacher, calciatore austriaco (Klagenfurt, n. 1988)
- René Seghini, calciatore argentino (Oncativo, n. 1931 - New York, † 2016)
- René Swete, ex calciatore austriaco (n. 1990)

## T(2)
- René Tórgarð, ex calciatore faroese (Tórshavn, n. 1979)
- René Tretschok, ex calciatore tedesco (Wolfen, n. 1968)

## V(3)
- René van de Kerkhof, ex calciatore olandese (Helmond, n. 1951)
- René Valenzuela, ex calciatore cileno (n. 1955)
- René Vignal, calciatore francese (Béziers, n. 1926 - Quint-Fonsegrives, † 2016)